# فالكيري (فلم)
فالكيري (بالإنجليزية: Valkyrie) فيلم تاريخي أمريكي أنتج سنة 2008 يتحدث عن ألمانيا النازية في الحرب العالمية الثانية,الفيلم يصور مؤامرة العشرين من يوليو من ضباط الجيش الأماني لاغتيال أدولف هتلر واستخدام عملية فالكيري الوطنية للطوارئ للسيطرة على البلاد.فالكيري من إخراج براين سينغر.والفيلم من بطولة توم كروز في شخصية الكولونيل كلاوس فون شتاوفنبرج «أحد من المتآمرين الرئيسيين»,كينيث براناه، بيل نيغي، إدي آيزارد، تيرنس ستامب وتوم ويلكنسون.

## الشخصيات
- توم كروز في دور الكولونيل شتاوفنبرج.
- كينيث براناه في دور الجنرال هنينج فون تريسكو.
- بيل نيغي في دور الجنرال فريدريش أولبرنت.
- تيرنس ستامب في دور الكولونيل العام لودفيغ بيك.
- توم ويلكنسون في دور الكولونيل العام فريدريش فروم.
- دافيد بمبر في دور هتلر.

## وصلات خارجية
- مقالات تستعمل روابط فنية بلا صلة مع ويكي بيانات